# DADVSI

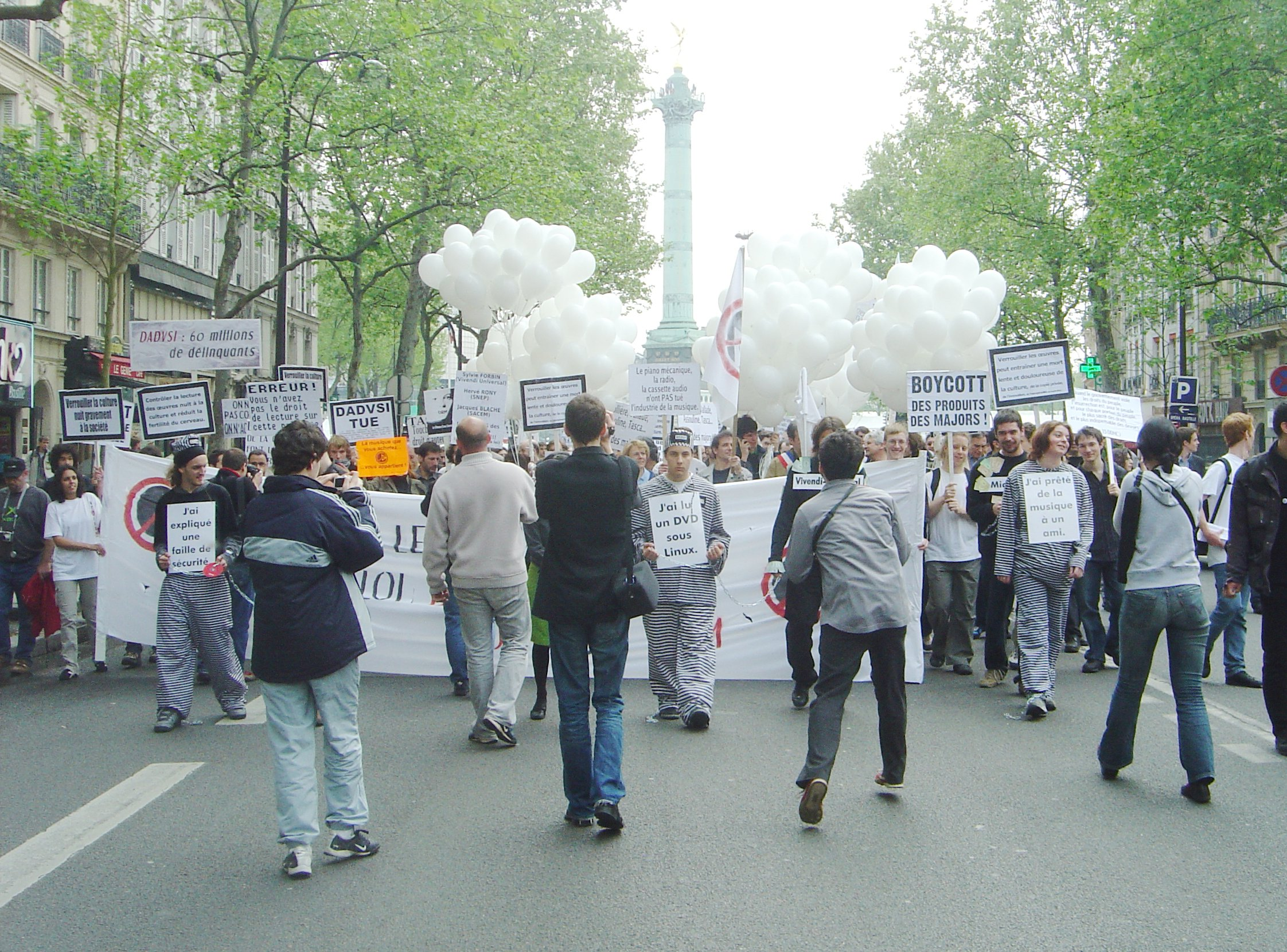
Proteste gegen das Gesetz in Paris, 6. Mai 2006

DADVSI (Abkürzung für französisch Droit d’auteur et droits voisins dans la société de l’information) ist ein französisches Gesetzesvorhaben zur Reform des Urheberrechts. Es soll die Direktive Nr. 29 der Europäischen Union aus dem Jahr 2001 umsetzen, die einen Rahmen für das Urheberrecht in den Mitgliedsstaaten absteckt.
Die Vorlage DADVSI wurde im November 2003 im Büro der Nationalversammlung eingereicht. Die Diskussion dazu wurde schließlich auf den 20. bis 22. Dezember 2005 angesetzt. 
Wenige Stunden bevor die Debatte im Parlament begann, wurden die Parlamentsräume von Virgin benutzt, um dort für Musikdownloads zu werben und Downloadgutscheine an die Abgeordneten zu verteilen.
Das Gesetz wird von der „Free Software Foundation France“ kritisiert, da es Software kriminalisiere, die beim Abspielen, Kopieren und Verbreiten urheberrechtlich geschützter Inhalte zum Einsatz kommt.

## Persönlichkeiten, Parteien und Positionen
- UMP: Im Wesentlichen unterstützte die UMP den Entwurf, jedoch gab es auch einzelne Abweichler. Unter den Abweichlern sind besonders zu erwähnen Richard Cazenave und Bernard Carayon, die im weiteren Verlauf noch öfter erwähnt werden, ebenso wie Christine Boutin und Alain Suguenot, die die Kulturflatrate favorisierten.
- UDF: Die UDF sah noch erheblichen Nachbesserungsbedarf und protestierte mehrfach gegen das Dringlichkeitsverfahren. Am aktivsten waren für die UDF François Bayrou und Jean Dionis du Séjour. Zurzeit (12. Legislaturperiode) ist die UDF Koalitionspartner der UMP. Die UDF wollte die Direktive aus dem Jahre 2001, für welches das Fristende eigentlich der 31. Dezember 2002 war, endlich umsetzen, wie sich später aber zeigte, nicht um wirklich jeden Preis.
- PS, CR, Grüne: Diese Parteien ging mit allen ihr zur Verfügung stehenden Mitteln gegen den Entwurf vor. Besonders aktiv in der Debatte waren Christian Paul, Patrick Bloche, Didier Mathus, Didier Migaud, Frédéric Dutoit, Martine Billard.
- Renaud Donnedieu de Vabres ist Minister für Kultur und Kommunikation in der Legislatur, in der die Vorlage im Parlament diskutiert wurde. Er war nicht an der Erarbeitung des Entwurfes beteiligt.
- Jean-Jacques Aillagon, Vorgänger von Renaud Donnedieu de Vabres, reichte die Vorlage DADVSI im Jahre 2003 in der Nationalversammlung ein. Seine Gesetzesvorlage wurde von Renaud Donnedieu de Vabres unterstützt.

## Das Verfahren der Dringlichkeit
Die Regierung wählte das Dringlichkeitsverfahren, bei dem nur eine Lesung im Unterhaus und Senat vorgesehen ist, statt der üblichen zwei Lesungen. Dafür gibt es zwei mögliche Motive: Entweder die Umsetzung eines Gesetzesentwurfes ist dringend, oder die Regierung möchte eine zweite Lesung vermeiden.
Allerdings kann die Dringlichkeit zu jedem beliebigen Zeitpunkt von der Regierung zurückgezogen werden oder trotz Dringlichkeit eine zweite Lesung organisiert werden. Stimmen sowohl aus der Opposition als auch aus der UDF (z. B. François Bayrou) warfen der Regierung vor, den Termin und die Dringlichkeit absichtlich gewählt zu haben, um die Vorlage im Hauruckverfahren durchzuboxen, ohne dass eine große Debatte im Land entstehe.

## Besondere Elemente
Dieser Abschnitt erläutert einige mögliche Konzepte, die vorgestellt wurden.

### La Riposte Graduée – das abgestufte Erwidern des Feuers
Die Änderungsanträge, die diesen Mechanismus in den Entwurf einfügen sollten, wurden nicht von der Assemblée nationale abgesegnet. Der Abschnitt soll nur zeigen, welche Ziele Renaud Donnedieu de Vabres mit dieser Gesetzesvorlage verfolgte.
Das Amendement 228 sollte folgenden Mechanismus zulassen:
- der erste Verstoß wird nur mit einer E-Mail bestraft, die einen Nutzer darauf hinweist, dass er einen Verstoß begangen hat,
- der zweite Verstoß wird mit einem Einschreiben bestraft, das einen Nutzer auf den zweiten Verstoß hinweist,
- der dritte Verstoß wird mit bis zu 3 Jahren Haft und 300.000 Euro Geldstrafe bestraft.

Die Regierung reichte dieses Amendement am Abend des 20. Dezembers ein, nachdem die Debatte bereits begonnen hatte. Die „Commission des lois“ diskutierte das Amendement am 21. Dezember ab 21:00 Uhr und nahm folgende Veränderung vor: Die initiale Version des Amendement 228 sah vor, keinen Vorsatz des Verstoßes vorauszusetzen. Stattdessen sollte jeder Internetnutzer entsprechend der „Riposte graduée“ verfolgt werden, der aufgrund mangelnder Sorgfalt versehentlich einen Verstoß begangen hat. Darunter fiele z. B. auch ein Nutzer, der online Musik erwirbt in dem Glauben, das Angebot sei legal.
Wird ein Verstoß über einen Internetanschluss festgestellt, so steht der Inhaber der Internetverbindung, entsprechend diesem Vorschlag, unter Verdacht. Er ist schuldig, es sei denn, er kann seine Unschuld beweisen. 
Um die Gerichte zu entlasten, sollte das Verhängen von Geldstrafen einer unabhängigen Autorität übertragen werden. Dafür sollten gewisse Rahmenbedingungen abgesteckt werden, innerhalb derer sich diese unabhängige Autorität bewegen sollte.
Der Begriff „Riposte graduée“, also „abgestuftes Erwidern des Feuers“, wurde ursprünglich von Renaud Donnedieu de Vabes gewählt, als er diesen Mechanismus das erste Mal noch vor Beginn der Debatte erwähnte und von der Opposition beibehalten. Allerdings verwendete Renaud Donnedieu de Vabres, ebenso wie die UMP, im weiteren Verlauf den Begriff „Réponse graduée“, also „abgestufte Antwort“, um sich auf diesen Mechanismus zu beziehen. Er selbst verwendete den Begriff "Riposte graduée" erneut am 7. Juni 2006, als Jean Dionis du Séjour (UDF) im Rahmen der Fragen an die Regierung nach einer zweiten Lesung zu dieser Gesetzesvorlage fragte.
Unklar ist, ob dieser Mechanismus auch auf Übertretungen nach Artikel 13, also zum Beispiel das Abspielen einer DVD unter Linux, angewendet werden sollte, oder ob dieses Abspielen einer DVD sofort mit 3 Jahren Haft und 300.000 Euro Geldstrafe belegt werden sollte.
Jean Dionis du Séjour (UDF) bedauerte in seiner Erklärung zur Abstimmung am 30. Juni, dass das Konzept der Riposte Graduée, nach dem der erste Verstoß lediglich mit einer E-Mail beantwortet werden sollte, die auf das Vergehen hinweist, hätte beibehalten werden sollen, auch wenn viele der anderen vorgeschlagenen Mechanismen, wie die Internet-Privatpolizei, nicht akzeptabel seien.

### Artikel 13 und das Verbot von OpenSource-DVD-Playern
Dieser Artikel wurde so nicht vom Unterhaus abgesegnet und soll nur zeigen, welche Ziele Renaud Donnedieu de Vabres mit dieser Gesetzesvorlage verfolgte.
Wäre die Vorlage so, wie der Kulturminister Renaud Donnedieu de Vabres sie im Dezember 2005 zur Diskussion stellte, unverändert vom Parlament abgesegnet worden, so würde auf das Abspielen einer DVD unter Linux eine Haftstrafe von 3 Jahren und eine Geldstrafe von 300.000 Euro stehen, ebenso wie auf das Herstellen, Verbreiten oder Hosten eines OpenSource-DVD-Players.
Absatz 1 von Artikel 13 sollte verbieten, technische Schutzmaßnahmen in irgendeiner Weise anzugreifen, Absatz 2 von Artikel 13 sollte verbieten, eine Vorrichtung zu schaffen oder zu importieren, die die Umgehung technischer Schutzmaßnahmen erlaubt oder erleichtert, Absatz 3 sollte das zur Verfügung stellen einer solchen Vorrichtung verbieten. Übertretungen der Verbote sollten als „Fälschung“ geahndet werden, und somit mit der oben erwähnten Strafe von 3 Jahren Haft und 300.000 Euro bestraft werden.
Da der Quellcode freier DVD-Wiedergabeprogramme, wie zum Beispiel VLC media player, zum Abspielen CSS-verschlüsselter DVDs die Daten entschlüsselt, und der Quellcode leicht so manipuliert werden könnte, dass die entschlüsselten Daten in eine Datei abgezweigt werden, würde das Verbreiten des Quellcodes eines Programmes, welches DVDs wiedergibt, also unter Absatz 2 von Artikel 13 als „Fälschung“ gelten, das Benutzen eines solchen Programmes würde nach Absatz 1 als Fälschung gelten, das Hosten nach Absatz 3 als Fälschung. 
Renaud Donnedieu de Vabres bestritt diese Interpretation während der Debatte, erklärte allerdings nicht, wieso er sie für falsch hielt.

### Die Kulturflatrate
Die Idee, gegen eine monatliche Gebühr das Herunterladen urheberrechtlich geschützter Werke zu erlauben, wurde als „La licence globale“ bezeichnet, meistens übersetzt mit Kulturflatrate. Da es sehr viel Durcheinander um die Kulturflatrate herum gab, ist diese in einem eigenen Abschnitt erläutert.

## Auftakt der Debatte
Dass die 3 Tage, die zur Debatte angesetzt waren, nicht ausreichen könnten, wurde recht zeitig klar: Die Opposition reichte 3 motions de procédure ein, also Anträge zum Abweisen eines Entwurfes, die behandelt werden, noch bevor die Diskussion der einzelnen Artikel beginnt. Allein dafür wurden mehrere Stunden benötigt. Das waren:
- exception d'irrecevabilité: Hier erklärt derjenige, der sie verteidigt, wieso der Entwurf offensichtlich verfassungswidrig ist oder/und gegen die Menschenrechte verstößt
- question préalable: Hier erklärt derjenige, der sie verteidigt, wieso es sinnlos ist, über einen Entwurf zu diskutieren
- renvoi en commission: Hier erklärt derjenige, der sie verteidigt, warum der Entwurf noch nicht reif ist und die Kommission, die ihn "verbrochen" hat, selbigen zurückbekommen sollte. Die UDF schloss sich hierbei der Opposition an.

Alle 3 motions de procédure wurden von der Mehrheit der Assemblée nationale abgewiesen.
Im Senat wurde eine weitere question préalable eingereicht, bei der Diskussion des Kompromissvorschlages des Vermittlungsausschusses am 30. Juni reichte die Opposition erneut eine exception d'irrecevabilité und eine question préalable ein (siehe dazu hier)
Die UDF erklärte, dass sie sowohl das Dringlichkeitsverfahren für diesen Entwurf als auch die Wahl des Termines als sehr eigenartig empfinde, aber trotzdem die Debatte endlich beginnen wolle. Daher stimme die UDF gegen die exception d'irrecevabilité und gegen die question préalable. Beim renvoi en commission schloss sich die UDF der Opposition an, da das Amendement inzwischen eingereicht worden war und die UDF ihre Meinung über das Fortsetzen der Debatte daraufhin änderte.

## Die Kulturflatrate, deren Verschwinden und die Verträge
Zu Beginn der Debatte im Dezember 2005 lagen Zahlen vor, nach denen 8 Millionen Franzosen ohne Zustimmung der Rechteinhaber Dateien tauschen, dass weltweit über 100 Milliarden Dateien pro Jahr getauscht werden, andererseits aber nur eine verschwindend geringe Zahl der Beteiligten aufgespürt werden kann. Es sei, so das Argument der Befürworter der Kulturflatrate, illusorisch, dagegen irgendetwas tun zu wollen, vielmehr solle man zum Beispiel durch eine Urheberrechtsabgabe auf Internetzugänge aus der gegebenen Lage eine Entlohnung der Rechteinhaber schaffen, anstatt krampfhaft zu versuchen, 8 Millionen Straftäter zu erzeugen.
Ebenso seien die Verkäufe von CDs in den USA nach Jahren repressiver Politik um 40 % gesunken, man müsse also das völlige Versagen dieser Politik feststellen. 

### Der Beschluss
Der Vorschlag, das Herunterladen urheberrechtlich geschützter Werke gegen eine monatliche Gebühr zu erlauben, wurde zunächst vom Unterhaus mit 30 Stimmen und 28 Gegenstimmen abgesegnet und so in den Artikel 1 der Vorlage aufgenommen. 
Mit dem Beschluss der Kulturflatrate war es nun endgültig völlig ausgeschlossen, die gesamte Vorlage bis zum Morgen des 23. Dezembers zu beschließen, da die Kulturflatrate für die Regierung auch nach diesem Abstimmergebnis nicht zur Debatte stand. Entsprechend wurde die Debatte in der Nacht vom 22. zum 23. Dezember vertagt.

### Die Fortsetzung
Die Debatte wurde erst am 7. März fortgesetzt. Die Begründung von Renaud Donnedieu de Vabres, das Dringlichkeitsverfahren werde verwendet, da die Umsetzung der Gesetzesvorlage dringend sei, verlor mit dieser langen Verzögerung an Glaubwürdigkeit.
Da ab dem 7. März die Demonstrationen gegen den CPE wie angekündigt verstärkt wurden, spielte DADVSI in der französischen Presse auch im März eine sehr untergeordnete Rolle.

### Das Verschwinden der Kulturflatrate
Um die Kulturflatrate loszuwerden, entschied sich die Regierung am Abend des 6. März, den Artikel 1, von der Assemblée nationale nun verändert, zurückzuziehen, und ein Amendement einzureichen, der der Vorlage einen neuen, alternativen Artikel 1 hinzufügen sollte. 
Ein Amendement muss sich auf einen Artikel beziehen. Das Amendement 272, um das es hier geht, sollte einen „zusätzlichen Artikel nach Artikel 1“ in die Vorlage einfügen. Da der Artikel 1 jedoch zurückgezogen war, interessierte sich vor allem die Opposition dafür, wie ein Amendement einen zusätzlichen Artikel nach einem Artikel einfügen kann, den es gar nicht gibt.
Obwohl vorgesehen ist, dass ein einmal zurückgezogener Artikel nicht erneut eingestellt werden kann, stellte die Regierung den alten Artikel 1 am Abend des 8. März wieder ein, nachdem sie, inoffiziellen Informationen zufolge, von einem Mitglied des Conseil constitutionnel gewarnt worden war, dass das Zurückziehen des Artikel 1 unter den gegebenen Umständen nicht die Zensur des Conseil constitutionnel passieren könnte. Renaud Donnedieu de Vabres erklärte, der zunächst zurückgezogene Artikel werde wieder zur Debatte gestellt, um sicherzustellen, dass absolute Klarheit bei allen Beteiligten herrsche.
Patrick Bloche erklärte seine Verwunderung darüber, zunächst zu erfahren, dass die Regierung den Artikel 1 und die Kulturflatrate aus dem Gesetzesentwurf herausgenommen hat, und einen Tag später zu erfahren, dass die Regierung den Artikel 1 und die Kulturflatrate wieder zur Diskussion stellen will. Er erklärte dann weiter, dass er ein Verständnisproblem dabei hat zu verstehen, was die Regierung wirklich denkt.
Der Leiter der Sitzung zu diesem Zeitpunkt sprach von einem innovativen Vorgehen der Regierung. 
Henri Emmanuelli sorgte für Proteste, als er Renaud Donnedieu de Vabres Folgendes sagte: Wir sind beim Ablauf, ich bleibe auch da. Sie haben, Herr Minister, den Artikel zurückgezogen. In Anbetracht dessen, wie lächerlich Sie die Assemblée nationale machen, und in Anbetracht dessen, wie lächerlich Sie auch die Regierung machen, frage ich mich, ob das Problem nicht eher wäre, den Minister zurückzuziehen!
Am 16. März veröffentlichte Ratiatum eine Meldung, der zufolge der Vorsitzende der Assemblée nationale, Jean-Louis Debré, über Renaud Donnedieu de Vabres gesagt haben soll: [Er ist] eine Null, die uns in die Scheiße geritten hat und die uns, seit Beginn [der Debatte], in ein Abenteuer gestürzt hat.
Dieses Kommen und Gehen des Artikel 1 und der Kulturflatrate war Gegenstand der Beschwerde vor dem Conseil constitutionnel, der entscheiden musste, ob das Prinzip der Klarheit und Ernsthaftigkeit der parlamentarischen Debatte verletzt worden ist. Er entschied am 27. Juli, dass, entgegen den Behauptungen der Regierung, der Rückzug eines bereits vom Parlament veränderten Artikels verfassungswidrig sei, dass aber die rechtzeitige Wiedereinführung des Artikels 1 diesen Fehler korrigiert habe.

### Zusammenhang mit den Verträgen zwischen Verlegern und Bildungsministerium
Die Assemblée nationale erfuhr dies nur zufällig bereits am 8. März, als die Abgeordneten in einer Sitzungspause Agenturmeldungen lasen. 
Während der Debatte um einige Sous-Amendements zum Amendement 272, deren Ziel es war, zusätzliche Rechte für Bibliotheken und Bildungseinrichtungen in das Amendement 272 aufzunehmen, drücke Renaud Donnedieu de Vabres mehrfach seine Abneigung gegenüber solchen Rechten aus und verwies auf Verträge, die angeblich bereits am 20. Dezember unterzeichnet worden seien. Er hatte jedoch bisher verweigert, die Verträge, auf deren Grundlage er die Ablehnung der Ausnahmen erreichen wollte, zu zeigen.
Als er wieder auf die Verträge verwies und zum wiederholten Male beteuerte, sie würden gerade kopiert, verlangte François Bayrou (UDF) eine Sitzungspause, um selbige zu holen und zu lesen.
Die Abgeordneten lasen dann Agenturmeldungen, weil die Kopien nicht bereitlagen, und erfuhren dabei, dass Renaud Donnedieu de Vabres den zurückgezogenen Artikel 1 wieder zur Diskussion stellen wollte. François Bayrou erklärte daraufhin, dass die Assemblée nationale ein solches Verhalten nicht mehr hinnehmen könne und dass sich die Abgeordneten aus allen Reihen, was auch immer ihre Meinung zum Urheberrecht sein möge, weigern müssten, bei diesem Theater mitzuspielen.
Wie sich später herausstellte, versuchte Renaud Donnedieu de Vabres tatsächlich, die Verträge so lange wie möglich geheim zu halten, in der Hoffnung, das Parlament würde auf Grundlage von Verträgen, die es nicht kennt, verweigern, zusätzliche Rechte für Bibliotheken und Bildungseinrichtungen ins Gesetz aufzunehmen.
Patrick Bloche warf Renaud Donnedieu de Vabres vor, er habe die Assemblée nationale an der Nase herumgeführt.

## Das Amendement Vivendi Universal
Der bekannteste Änderungsantrag ist das Amendement 150, welches den Namen ‚Amendement Vivendi Universal‘ erhielt, der von der Opposition auch während der öffentlichen Sitzungen der Debatte verwendet wurde. Im Senat wurde er ebenso von der UDF verwendet. Der Name stammt daher, dass der Vorschlag für diese Klausel von Vivendi Universal stammt.
Die Klausel, so wie sie zunächst eingereicht wurde, sah vor, dass mit 3 Jahren Haft und 300.000 Euro Geldstrafe belegt wird, wer wissentlich 
- 1° eine Vorrichtung öffentlich zugänglich macht, in welcher Form auch immer, welche offensichtlich dazu dient, urheberrechtlich geschützte Werke unzulässig öffentlich zugänglich zu machen
- 2° zur Verwendung einer Vorrichtung anstiftet, die unter 1° fällt.

### Das Amendement Vivendi Universal in der Assemblée nationale
Die Klausel wurde zunächst von der Assemblée nationale aufgeweicht: 
- Sous-Amendement 363 ersetzte Vorrichtung durch Software
- Sous-Amendement 364 fügte 3° hinzu und schloss Software aus, die der Forschung, der gemeinsamen Arbeit oder dem Tausch von Dateien oder Objekten dient, die keine Vergütung durch das Urheberrecht unterliegen. Dieses Sous-Amendement wird auch bezeichnet nach den beiden Abgeordneten, die sich besonders für dieses einsetzten, als Sous-Amendement Carayon/Cazenave nach Bernard Carayon und Richard Cazenave.

Allerdings wurde, auf den Wunsch von Christian Vanneste hin, das Amendement Vivendi Universal auch in gewisser Weise verschärft: 
- Sous-Amendement 398 bedroht auch das Schaffen einer solchen Vorrichtung mit 3 Jahren Haft und 300.000 Euro Geldstrafe
- Sous-Amendement 399 bedroht die in 1° und 2° erfassten Vergehen auch in Form einer Werbeanzeige.

Abgelehnt wurden:
- Sous-Amendement 324, dessen Ziel es war, nur Software zu erfassen, die ausschließlich den in 1° unter Strafe gestellten Aktionen dient
- Sous-Amendement 376, welches das Amendement Vivendi Universal auf Software beschränken sollte, die kommerziell genutzt wird

Renaud Donnedieu de Vabres drückte seine Zustimmung für die Sous-Amendements 363, 364, 398 und 399 aus und stimmte dem Amendement 150 zu, nur unter der Bedingung, dass diese von der Assemblée nationale abgesegnet würden. 
François Bayrou (UDF) erklärte, dass es sehr schwierig werden könnte, ein Programm zu finden, welches nicht durch 3° geschützt wird. Er erklärte weiterhin, dass es diese Klausel völlig unmöglich mache, das Amendement 150 auf irgendeine Software anzuwenden und bedauerte, dass die Assemblée nationale ein Amendement, welches bei allen Abgeordneten Besorgnis errege, durch ein Sous-Amendement völlig unwirksam machen wolle, nur um gewissen Interessengruppen einen Gefallen zu tun, anstatt einfach gegen das Amendement selbst zu stimmen. Er befürchtete, dass ein Artikel dieser Art verfassungswidrig sein könnte.
Wenige Minuten nachdem dieses Amendement 150 von der Assemblée nationale abgesegnet wurde, erhielt Renaud Donnedieu de Vabres einen zusätzlichen Beinamen auf dem Forum von Framasoft: Renaud Donnedieu de Vabres de Vivendi. Der Abgeordnete der Sozialisten Didier Mathus erklärte Renaud Donnedieu de Vabres am nächsten morgen, dass er diesen neuen Beinamen erhalten hatte.
Während der Debatte in der Assemblée nationale wurde der Name „Vivendi“ am 15. und 16. März insgesamt wenigstens 30 mal erwähnt.

### Das Amendement Vivendi Universal im Senat
Im Mai 2006 entfernte der Senat die Änderungen, die die Sous-Amendements 363 und 364 am Amendement Vivendi Universal vorgenommen hatten (Amendement 22). Renaud Donnedieu de Vabres drückte seine Zustimmung für diesen Antrag aus, der die Entschärfungen, die die Assemblée nationale vorgenommen hatte, wieder entfernte, und die Verschärfungen beibehielt.
Vom Senat abgelehnt wurden folgende Anträge:
- Amendement 159 sah vor, den durch das Amendement Vivendi Universal eingefügten Artikel 12 bis zu löschen
- Amendement 55 sah vor, offensichtlich durch ausdrücklich zu ersetzen, um von einem subjektiven zu einem objektiven Kriterium überzugehen
- Amendement 42 (zurückgezogen) und Amendement 214 sahen vor, Anstiftung zur Verwendung durch Anstiftung zur unzulässigen Verwendung  zu ersetzen. Die Absegnung dieses Amendements hätte zum Beispiel verhindert, dass für den Vorschlag, ein Image einer Linux-Distribution mit Hilfe eines durch 1° erfassten Programmes herunterzuladen, 3 Jahre Haft und 300.000 Euro Geldstrafe auferlegt werden. Renaud Donnedieu de Vabres erklärte ausdrücklich, dass er dies nicht wolle.

### Das Amendement Vivendi Universal im Vermittlungsausschuss
Der Vermittlungsausschuss stellte die Version wieder her, die die Assemblée nationale im März abgesegnet hatte, also die Sous-Amendements 363/364, die zunächst nicht im Amendement Vivendi Universal vorhanden waren, dann mit Zustimmung von Renaud Donnedieu de Vabres eingefügt wurden und danach mit Zustimmung von Renaud Donnedieu de Vabres wieder entfernt wurden.

### Aktuelle Version
Die Klausel sieht vor, dass mit 3 Jahren Haft und 300.000 Euro Geldstrafe belegt wird, wer wissentlich 
- 1° eine Software schafft, öffentlich zugänglich macht, in welcher Form auch immer, welche offensichtlich dazu dient, urheberrechtlich geschützte Werke ohne Genehmigung öffentlich zugänglich zu machen
- 2° zur Verwendung einer Software anstiftet, die unter 1° fällt

Anmerkung: Das folgende 3°
- 3° dieser Artikel trifft nicht zu auf Software, die der Forschung, der gemeinsamen Arbeit oder dem Tausch von Dateien dient, die keiner Vergütung durch das Urheberrecht unterliegen.

wurde vom Verfassungsrat als verfassungswidrig erklärt, da es zu ungenau sei.

## Interoperabilität
Die Assemblée nationale hatte den Artikel 7 der Vorlage so modifiziert, dass er Interoperabilität garantierte.

### Die Interoperabilitätsklausel der Assemblée nationale
Artikel 7 sah dazu vor, dass
- eine technische Schutzmaßnahme Interoperabilität nicht verhindern darf
- jeder, der Interoperabilität herstellen möchte, eine Dekompilierung vornehmen darf, um die Funktionsweise zu verstehen und Interoperabilität herstellen zu können
- jeder, der Interoperabilität herstellen möchte, Anspruch auf die Herausgabe der Spezifikation einer Schutzmaßnahme hat und bei der Herausgabe nur die reinen Materialkosten zu erstatten sind (z. B. Porto, Kosten für das Kopieren)
- die Veröffentlichung des Quellcodes einer Software, die interoperabel mit einer technischen Schutzmaßnahme ist und so geschützte Dateien nur legal verwenden lässt, nicht verboten werden kann

Der ebenfalls modifizierte Artikel 13 erlaubte zusätzlich, technische Schutzmaßnahmen zu umgehen, um Interoperabilität herzustellen. Der Senat lehnte den Antrag ab, diese Ausnahme zu entfernen. Damit steht sie nun auch in der endgültigen Fassung.
Der Senat entfernte im Mai aus Artikel 7 alles, was Interoperabilität garantierte, und beschloss stattdessen eine Kommission, die Anträge auf Herausgabe einer solchen Spezifikation bearbeiten soll und diesen stattgeben oder diese ablehnen kann und die eine "angemessene Entschädigung" für die Herausgabe festlegen kann. Der Vermittlungsausschuss beschloss noch zusätzliche Auflagen für die Herstellung von Interoperabilität.

### Apple und die Interoperabilitätsklausel
Apple bezeichnete diese Klausel als staatlich unterstützte Piraterie und kündigte an, sich aus Frankreich zurückzuziehen, falls die Klausel das Gesetzgebungsverfahren überleben würde.
Im Zusammenhang mit diesem Artikel, insbesondere Apples Behauptung, es würde sich um staatlich geförderte Piraterie handeln, wenn Verbraucher das Recht hätten, legal erworbene Musik abzuspielen, wurden viele Gerüchte in die Welt gesetzt, die einen völlig falschen Eindruck der Interoperabilitätsklausel erwecken konnten. Es wurde sogar hineininterpretiert, Apple müsse, wenn diese Klausel im endgültigen Gesetz landen würde, Musik in verschiedenen Formaten anbieten oder in Formaten, die auf allen Playern funktionieren, oder Apple müsste dafür sorgen, dass die Musik, die Apple verkauft, auf verschiedenen Playern funktioniert.
Für derartige Interpretationen der Klausel gibt es keinerlei Grundlage. Die Klausel würde Apple genauso wie jeden anderen Anbieter von DRM-Systemen verpflichten, die nötigen Informationen an jeden herauszugeben, der selbst erreichen will, dass seine Soft- oder Hardware diese Dateien wiedergeben kann, sie würde jedem erlauben, die gleichen Informationen durch Reverse-Engineering zu erhalten, sie würde jedoch in keinem Fall Apple oder sonst jemanden dazu verpflichten, selbst Konkurrenzformate in seinen Wiedergabegeräten oder seiner Wiedergabesoftware zu unterstützen oder Geräte der Konkurrenz interoperabel mit der eigenen verkauften Musik zu machen.

## Das Recht auf null Privatkopien
Der Berichterstatter („Le Rapporteur“) der Assemblée nationale für diesen Gesetzesentwurf, Christian Vanneste, betonte mehrfach, dass dieser Entwurf die Privatkopie nicht gefährde und verwies darauf, dass die Commission des lois ein Amendement vorgeschlagen hat, welches die Privatkopie garantierte. Dieses Amendement 30 sagte aus, dass bei technischen Maßnahmen, die eine Limitierung der Anzahl der Kopien zulassen, diese Anzahl wenigstens eins betragen muss, wenn das Werk legal erworben wurde. 
Als das Amendement 30 zur Abstimmung gestellt werden sollte, zog Christian Vanneste selbiges zurück, mit der Begründung, er wollte nicht ins Gesetz schreiben, eine Privatkopie eines legal erworbenen Werkes sei garantiert. Er bestand weiterhin darauf, dass die Privatkopie garantiert sei, ohne dieses Amendement. Hieraus leitete die Opposition die Interpretation ab, dass wenigstens null Privatkopien garantiert seien.
Diese Sichtweise wurde vom Senat im Mai 2006 bestätigt, als ein identisches Amendement abgelehnt wurde.

## DRM versus Spyware und Viren
Der Entwurf des Senats sah vor, dass es unzulässig ist, ohne vorherige Genehmigung der CNIL irgendeine Art von Spyware in einen Schutzmechanismus einzubauen. Dies beschloss er mit dem Sous-Amendement 284, welches gegen den Willen von Renaud Donnedieu de Vabres angenommen wurde. Dementsprechend entfernte der Vermittlungsausschuss selbiges in seiner Sitzung am 22. Juni.
Die Artikel 13 und 14 verbieten, wissentlich einen Schutzmechanismus zu umgehen, zu verändern oder zu neutralisieren. Ebenso verbieten diese, Vorrichtungen zu schaffen, zu verbreiten, vorzuschlagen oder zu importieren, die speziell dazu gedacht sind. Allerdings gelten hier Ausnahmen. Es ist zulässig, einen Schutzmechanismus zu umgehen oder zu neutralisieren, wenn
- dies der Forschung dient
- dies zu Zwecken der Sicherheit eines Systems durchgeführt wird.

Das Anfertigen einer Reparaturkopie einer Un-CD, um sie in einem Player abzuspielen, der das Original nicht lesen kann oder das Abspielen einer DVD unter Linux mittels eines Open-Source DVD-Players wie VLC sind damit nicht mehr unter Strafe gestellt.
Ebenso kann gefahrlos ein Mechanismus wie das Sony-Rootkit neutralisiert werden, welches alle Dateien tarnt, deren Namen mit $sys$ beginnt, und damit jedem Virus, dessen Autor das wusste, ein Versteck bietet. Das Sony-Rootkit gefährdet damit die Sicherheit eines Systems und fällt so unter die Ausnahmen.
Die ursprünglich enthaltene Ausnahme, die erlaubte, eine technische Schutzmaßnahme zu umgehen, wenn dieses der Interoperabilität dient, wurde auf Grund einer fehlenden Definition von Interoperabilität am 27. Juli als verfassungswidrig erklärt.

### DADVSI verbuggt?
In einem auf agoravox veröffentlichten Artikel wies der Autor auf einen möglicherweise unabsichtlichen redaktionellen Fehler hin, auf Grund dessen DADVSI die Privatkopie weiterhin in vielen Fällen erlauben würde, auch wenn das Ziel der Gesetzesvorlage war, die Privatkopie im Wesentlichen zu unterbinden.
Im französischen Urheberrecht sind seit Inkrafttreten von DADVSI wirksame technische Schutzmaßnahmen juristisch geschützt, wie in Deutschland auch, allerdings nur, wenn die Schutzmaßnahme Aktionen verhindert, die von den Rechteinhabern nicht erlaubt wurden. Umgeht man eine wirksame technische Schutzmaßnahme, um eine Aktion durchführen zu können, die sowieso von den Rechteinhabern erlaubt wurde, so greifen die Verbote nicht – auf dieser Annahme basiert der Artikel. 
Das Umgehen einer wirksamen technischen Schutzmaßnahme, um eine Privatkopie herstellen zu können, ist also nur strafbar, wenn die Rechteinhaber, darunter also auch der Autor, eine Privatkopie des Werkes nicht erlauben (erlauben ist nicht zu verwechseln mit wünschen o. ä.), also wenn sie sie verbieten.
Der Artikel L.122-5 Absatz 2° des Gesetzes über geistiges Eigentum („Code de la propriété intellectuelle“) sagt aber aus, dass ein Autor die Herstellung von Kopien oder Reproduktionen zur ausschließlich privaten und nicht gemeinsamen Nutzung nicht verbieten kann.
Sollten Gerichte dieser Interpretation folgen, so würde sich ergeben, dass das Umgehen einer wirksamen technischen Schutzmaßnahme zwecks Herstellung einer Privatkopie grundsätzlich nicht unter das Umgehungsverbot fallen kann. Dazu wird es jedoch erst nach den ersten Urteilen Klarheit geben.

## Strafen
Das Schaffen von Software, die offensichtlich dazu dient, geschützte Werke unzulässigerweise der Öffentlichkeit zugänglich zu machen, ebenso wie die Anstiftung zur (legalen ebenso wie illegalen) Verwendung solcher Software werden durch das Amendement Vivendi Universal mit 3 Jahren Haft und 300.000 Euro Geldstrafe bestraft. Ausgenommen ist Software, die der Forschung, der gemeinsamen Arbeit oder dem Tausch von Dateien dient, die nicht der Vergütung durch das Urheberrecht unterliegen.
Das Umgehen eines Schutzmechanismus wird mit 3750 Euro belegt, mit den unter DRM versus Spyware und Viren aufgeführten Ausnahmen. Die Ausnahmen wurden vom Vermittlungsausschuss beibehalten.
Ein Akt unzulässigen Herunterladens sollte nach bisherigen Plänen mit 38 Euro belegt werden, sofern kein Upload inbegriffen ist, und mit 150 Euro, sofern Upload inbegriffen ist. Da ein „Akt“ jedoch bisher nicht definiert ist, ist bisher also völlig unklar, wie zum Beispiel das unzulässige Herunterladen eines Albums geahndet würde: Ein Akt für das Album oder ein Akt pro Titel? Renaud Donnedieu de Vabres weigerte sich mehrfach, diese Frage zu beantworten.
Der Conseil constitutionnel erklärte es als verfassungswidrig, das Vergehen des Uploads nach „Tool“ (Peer-to-Peer, andere) zu unterscheiden, die dies nicht vereinbar sei mit dem Prinzip der Gleichheit vor dem Strafrecht. Da die 150-Euro-Strafe nur für Peer-to-Peer gelten sollte, gilt für den Upload nach der Zensur des Conseil constitutionnel das alte Strafmaß der Fälschung, also 300.000 € und 3 Jahre Haft.

## Vermittlungsausschuss im Juni 2006 und Widerstand dagegen
Am 15. Juni 2006 wurde der Vermittlungsausschuss („Commission Mixte Paritaire“, „CMP“) offiziell vom Premierminister Dominique de Villepin angekündigt. Angesetzt wurde er für den 22. Juni. Normalerweise geschieht dies, wenn nach zwei Lesungen in beiden Kammern des Parlamentes immer noch Unterschiede zwischen den beiden von den Kammern zuletzt abgesegneten Texten bestehen. Auf Grund des Dringlichkeitsverfahrens ist dies jedoch nach einer Lesung möglich.

### Widerstand gegen dessen Einberufung
Widerstand gegen dieses Vorgehen gab es von allen Seiten, auch aus den beiden Regierungsparteien UMP und UDF:
- die Opposition verlangte ständig die Rücknahme der gesamten Vorlage, mindestens jedoch den Verzicht auf das Dringlichkeitsverfahren
- während der Debatte im März in der Assemblée nationale verlangte die UDF mehrfach, auf das Dringlichkeitsverfahren zu verzichten
- am 1. Juni veröffentlichte Hervé Morin (UDF) die offizielle Aufforderung, eine zweite Lesung zu organisieren
- am 7. Juni, während der Fragen an die Regierung, fragte Jean Dionis du Séjour (UDF) danach, ob die Dringlichkeit aufgehoben würde und forderte Renaud Donnedieu de Vabres auf, das Parlament seine Arbeit machen zu lassen.
- am 14. Juni veröffentlichten Richard Cazenave und Bernard Carayon (UMP) eine Stellungnahme, in der sie zum Ausdruck brachten, dass die Modifikationen, die der Senat vorgenommen hatte, zu umfangreich seien, um einen Vermittlungsausschuss statt einer zweiten Lesung zu rechtfertigen. Sie sagten, die Wahl, die der Senat getroffen hatte, sei kein Gleichgewicht mehr zwischen den Rechten von Autoren und den Rechten von Verbrauchern. Besonders erwähnten sie
  - das Entfernen der Interoperabilitätsklausel, die Interoperabilität garantierte, und das Einführen einer Verhandlungsmöglichkeit für Interoperabilität
  - die Wiederherstellung des alten Amendement Vivendi Universal
  - die Einführung der Filterung des Internets, bei der weder die Finanzierung noch die Integration ausländischer Künstler klar sei
  - die Tatsache, dass der Senat vorsieht, dass jeder Inhaber einer Wireless-Verbindung für die Taten eines „Verbindungspiraten“ verantwortlich ist, der diese Wireless-Verbindung missbräuchlich verwendet
- am 21. Juni sendeten 12 Abgeordnete der UMP, darunter neben Alain Suguenot und Yves Bur auch wieder Richard Cazenave und Bernard Carayon, einen offenen Brief an den Fraktionschef Bernard Accoyer, forderten die Rückkehr der weitreichenden Interoperabilitätsklausel der Assemblée nationale und baten ihn eindringlich, folgendes zur Kenntnis zu nehmen und zu vertreten:
  - positiv sei zu bewerten, dass das Prinzip zurückkehren wird, nach dem eine technische Schutzmaßnahme nicht die effiziente Umsetzung von Interoperabilität verhindert dürfe
  - positiv sei ebenso die Rückkehr des Prinzips, dass die nötigen Informationen in einem offenen Standard zur Verfügung gestellt werden
  - das Erhalten der Informationen, die nötig sind, um Interoperabilität herzustellen, dürfe keinerlei Bedingungen unterliegen.
  - abgesehen von den Portokosten dürften keine Kosten berechnet werden können
  - dass der Antragsteller die Wirksamkeit einer technischen Schutzmaßnahme garantieren müsse, sei unverhältnismäßig und unscharf formuliert
  - es sei nicht hinnehmbar, dass die Veröffentlichung des Quellcodes eines Programmes, welches mit geschützten Dateien interoperabel ist, verboten werden könne, da dies die Rechte von Autoren freier Software angreife
  - die Übernahme des Amendement Vivendi Universal der Assemblée nationale, also mit Ausnahme für Forschung, gemeinsame Arbeit und legalen Dateitausch, bewerten sie positiv
  - der Artikel 14 ter A des Senats kehre die Beweislast für Opfer von Internetzugangspiraterie um, was gefährlich sei
  - der Artikel 14 quater könne missbräuchlich interpretiert werden (wird ein Programm in kommerziellem Umfang zu Urheberrechtsverletzungen benutzt, kann der Hersteller zum Einbau von Gegenmaßnahmen gezwungen werden)

### Ablauf
Am 22. Juni tagte der Vermittlungsausschuss. Keiner der 12 Mitglieder der UMP, die den Brief an Bernard Accoyer unterzeichnet hatten, durfte teilnehmen. Mittels 55 Änderungsanträgen wurde eine „gemeinsame Version“ hergestellt, die dann am 30. Juni der Assemblée nationale und dem Senat vorgelegt wurde.
Den Repräsentanten der Opposition (Christian Paul, Patrick Bloche, Serge Lagauche, David Assouligne, Marie-Christine Blandin) wurde eine Sitzungsunterbrechung verweigert, deren Ziel es gewesen wäre, die Anträge zu lesen und so darüber zu entscheiden, für welche und gegen welche sie Stimmen wollten.

### Kurz danach
Am 23. Juni veröffentlichte Richard Cazenave ein Schreiben, in dem er seine Unzufriedenheit über die finale Version ausdrückte. Der März-Version, die eine weitreichende Interoperabilitätsklausel enthielt, hatte er noch zugestimmt; er kündigte jedoch an, gegen die des Vermittlungsausschusses zu stimmen.
Bernard Carayon veröffentlichte zusammen mit Michel Rocard ein Schreiben ähnlichen Tenors. Dies war die erste öffentliche Stellungnahme gegen DADVSI, die gemeinsam von einem Mitglied der UMP und einem Sozialisten getragen wurde. Die beiden wurden hierbei sehr deutlich, kritisierten auch die künstliche Segmentierung des Marktes durch Region-Codes und fragten, wieso eine DVD in China für 1,50 $ verkauft werden kann, in Europa dagegen nicht, und ob DVDs in China etwa mit Verlust verkauft würden.

### Terminwahl und Vorlage des Kompromisses vor beiden Kammern
Am 30. Juni wurde der ausgearbeitete Kompromiss beiden Kammern des Parlamentes vorgelegt. Das Datum stand nicht eher als am 27. Juni fest. Die Wahl des Datums war etwas eigenartig, da das Parlament eigentlich Freitag nicht arbeitet. Die Abgeordneten sind Freitags, ebenso wie Montags, in ihren Wahlkreisen, oder haben andere Termine.
Richard Cazenave, Alain Suguenot, Yves Bur und Bernard Carayon, die alle den Brief an ihren Fraktionschef unterzeichnet hatten, hatten seit Monaten andere Termine an diesem Tag. So musste Richard Cazenave eine Sitzung einer Kommission leiten, deren Präsident er selbst ist, und bei der der Termin seit 6 Monaten stand. Yves Bur musste die Assemblée nationale im europäischen Parlament repräsentieren, Bernard Carayon musste ebenso an einer anderen Konferenz teilnehmen.
Der Einzige der 12, die an diesem Tag teilnehmen konnten, war Nicolas Dupont-Aignan. Entsprechend dem Regelwerk der Assemblée nationale kann sich ein Abgeordneter, der abwesend ist, der Stimme eines anderen der gleichen Partei anschließen, jeder kann aber nur eine „Anschlussstimme“ tragen. Alain Suguenot schloss sich der Gegenstimme von Nicolas Dupont-Aignan an, leider zog sich die Debatte so lange hin, dass Nicolas Dupont-Aignan nicht bleiben konnte. Die UMP konnte somit behaupten, ihre Abgeordneten hätten den Text einstimmig beschlossen.
In der Debatte nutze die Opposition jede Möglichkeit, noch einmal die Gefahren des Gesetzes aufzuzeigen, François Bayrou (UDF) schloss sich dem in vielen Punkten an. Die Opposition reichte dazu, wie schon im Dezember vor Beginn der ersten Lesung, eine exception d'irrecevabilité (verteidigt von Patrick Bloche) und eine question préalable (verteidigt von Martine Billard) ein. 
François Bayrou schloss sich bei der Abstimmung über die exception d'irrecevabilité der Opposition an.

## Beschwerde vor dem Verfassungsrat
Die sozialistische Partei reichte Beschwerde gegen das Gesetz, sowohl aus inhaltlichen als auch formalen Gründen, vorm Conseil constitutionnel einreichen. Auch einige Abgeordnete anderer Partei unterschrieben die Beschwerde:
- UDF: François Bayrou, Hervé Morin
- Grüne: Noël Mamère, Martine Billard, Yves Cochet
- CR: André Chassaigne, Frédéric Dutoit, Jacqueline Fraysse, Jean-Pierre Brard

Formal geht die Beschwerde gegen das Kommen und Gehen des Artikel 1, den die Regierung zurückgezogen hatte, nachdem die Assemblée nationale den Änderungsantrag für die Kulturflatrate beschlossen hatte, und den sie dann wieder eingeführt hatte, damit er abgelehnt werden kann. Auch der Ablauf des Vermittlungsausschusses ist Gegenstand der Beschwerde.
Inhaltlich richtet er sich gegen die Unlesbarkeit einiger Artikel, wie z. B. das Amendement Vivendi Universal.
Der Conseil constitutionnel kann ein Gesetz aus formalen Gründen als verfassungswidrig erklären, wenn zum Beispiel die Klarheit und Ernsthaftigkeit der parlamentarischen Debatte nicht gegeben war. Die Opposition hofft, dass dies im Zusammenhang mit dem Kommen und Gehen von Artikel 1 und der Kulturflatrate festgestellt wird.